# Bimba che aspetta

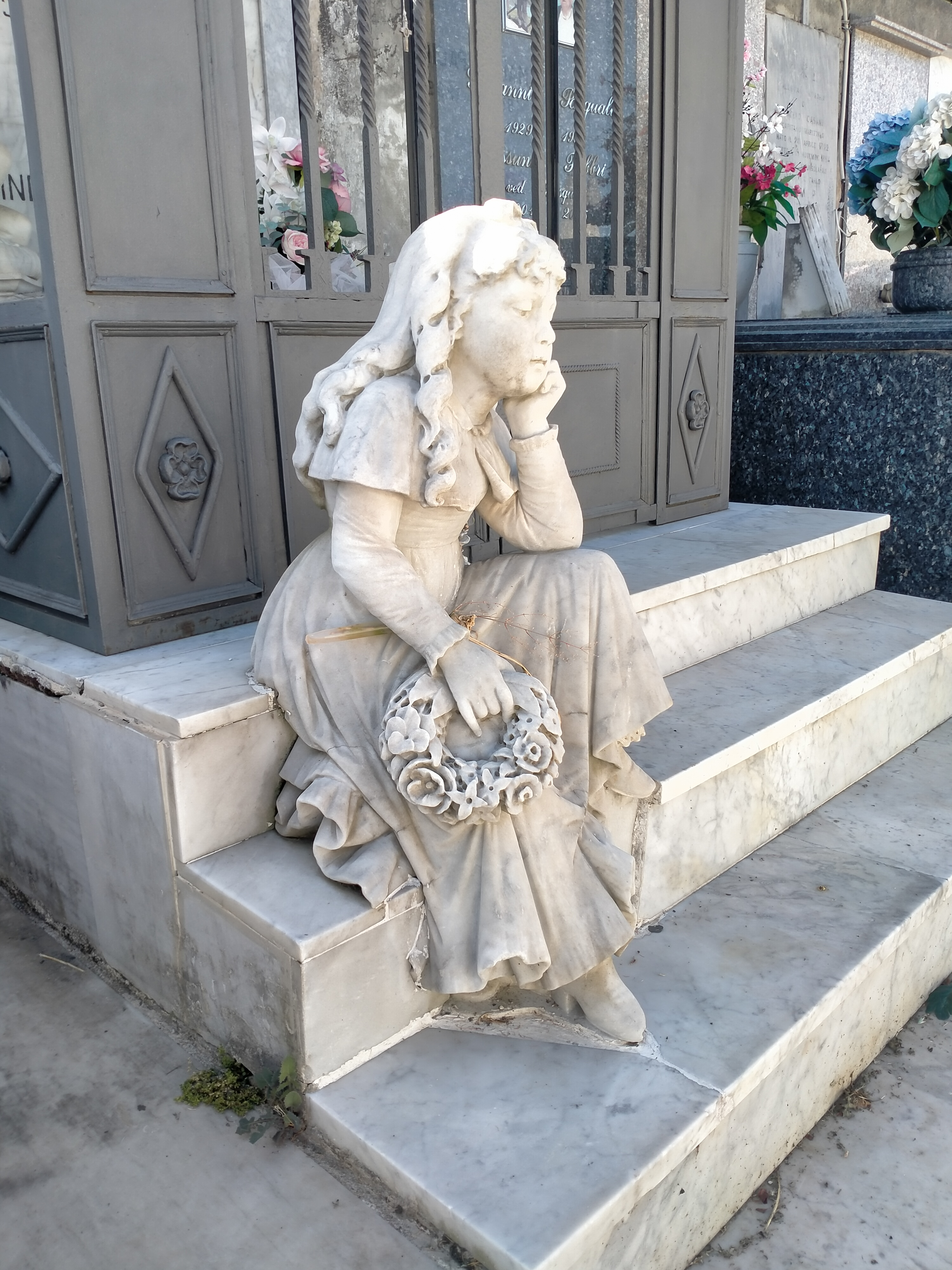
La Bimba che aspetta

Con il termine Bimba che aspetta (così chiamata perché raffigurata in attesa della madre ormai morta) si indica tradizionalmente una scultura funeraria che adorna l'edicola metallica della famiglia Barsanti-Beretta nel Cimitero comunale di Viareggio. 

## Descrizione
Il monumento, realizzato nel 1895 dallo scultore carrarese Ferdinando Marchetti, fu ideato dal committente Eugenio Barsanti, tra i fondatori del Partito Repubblicano viareggino, per commemorare la giovane moglie Clorinda Beretta ispirandosi alla poesia Tutto ritorna di Giovanni Prati. Per la statua posò una figlia del committente, Paolina Barsanti. L'opera, che coniuga efficacemente stile realistico e valenze simboliche, costituisce un interessante caso di cristallizzazione nell'immaginario collettivo di voci e storie, narrate sia come fatti ritenuti realmente accaduti sia con la consapevolezza che si tratta di rielaborazioni leggendarie, intorno al motivo di matrice letteraria della bimba che attende la madre ormai morta, tramandatesi oralmente per intere generazioni di viareggini. La scultura è stata oggetto di un importante intervento di restauro eseguito da Massimo Moretti nel 2013. 

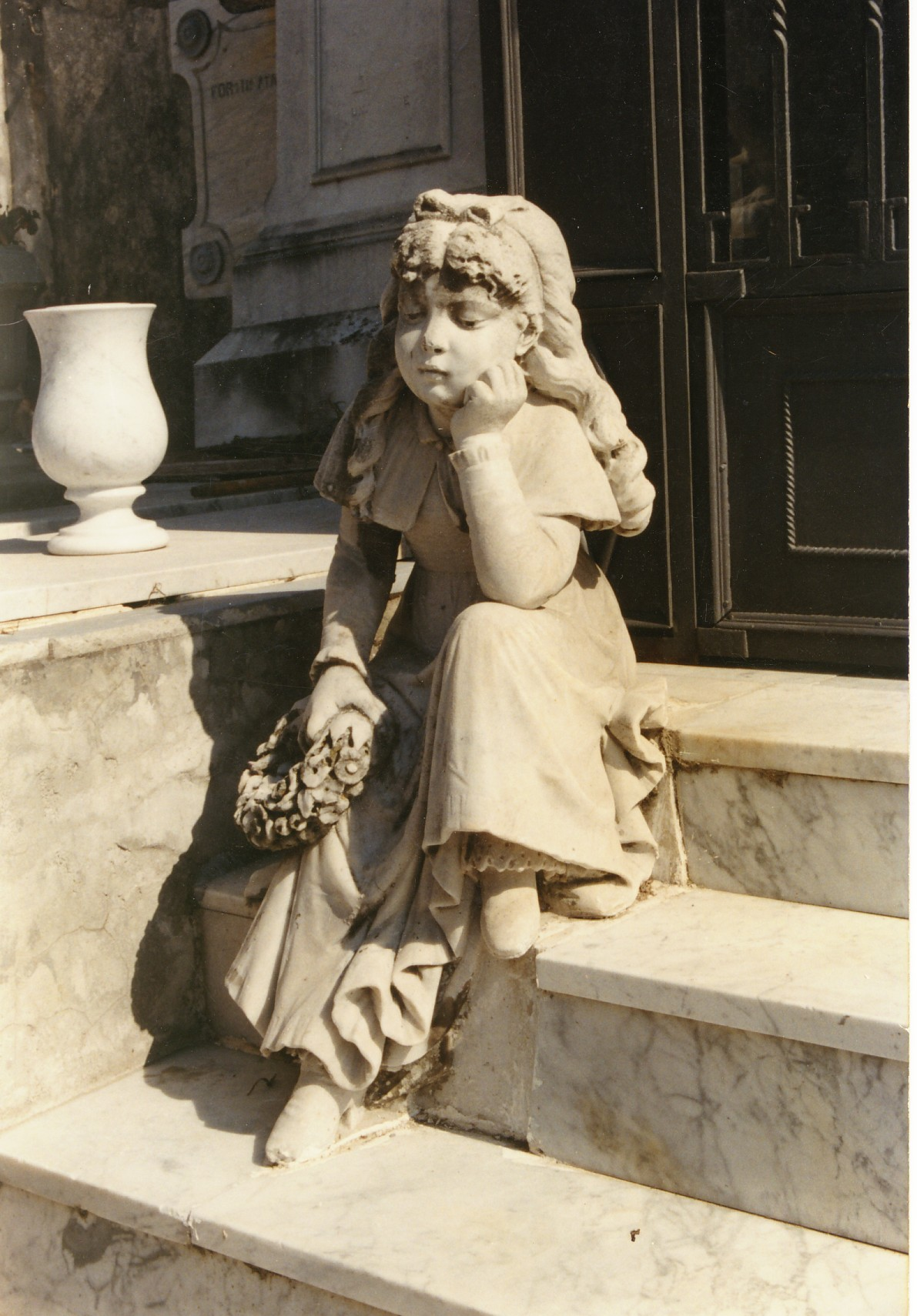
La Bimba che aspetta

## Teatro
La bimba che aspetta è il titolo di uno spettacolo di narrazione dell'attrice-affabulatrice Elisabetta Salvatori ispirato alle ricerche sulla scultura funeraria e le sue tradizioni condotte dallo scrittore e storico dell'arte Riccardo Mazzoni, responsabile della campagna di catalogazione del patrimonio scultoreo e architettonico del cimitero comunale per conto del Ministero ai beni culturali, rappresentato per la prima volta nell'estate del 2005 nello scenario di Cava Barghetti, una dismessa cava di marmo sopra Seravezza adibita a spazio performativo, nell'ambito della manifestazione EVOCAVA ideata da Maurizio Guidi e Andrea Tessieri. Lo stesso Mazzoni ne ha tratto una Storia d'archivio con il titolo Che fai bambina mia su quella porta, messa in scena nell'estate del 2007 con l'attrice Rebecca Palagi, la cantante Samanta Barontini e il musicista Adriano Barghetti nell'antico orto dei frati attiguo al cimitero comunale con visita notturna finale alla leggendaria bambina di marmo.